# Pelite
Pelite (dal greco πηλός = fango, argilla) è un termine usato in geologia per definire una roccia clastica derivata da un originario sedimento fangoso avente granulometria minore di 1/16 di mm, composto prevalentemente di minerali della famiglia delle argille. Tali rocce sono anche dette lutiti.
Il termine pelite è ampiamente utilizzato nella letteratura geologica come sinonimo esteso per argille, argilliti, siltiti, marne e altri tipi di sedimenti analoghi,  a fine granulometria, depositatisi per decantazione. È anche usato per designare unità stratigrafiche come formazioni, membri, livelli (ad esempio, alcuni termini stratigrafici del Flysch Lombardo).